# Christmas with BZN
Christmas with BZN is een van de drie kerstalbums van BZN. Het werd uitgebracht op de toen nog gebruikelijke lp en mc, en verscheen kort daarna ook op cd. Opvallend is dat er op dit album ook drie zelfgeschreven kerstliedjes op staan. This is Christmas Night is hiervan het meest bekend. Dit album werd uitgegeven in Nederland en Zimbabwe.
Christmas with BZN stond in december en januari 1985, 1986 en 1987 in de hitlijsten. In totaal stond het zes weken in de hitlijsten. Toch heeft het in die paar weken wel de goud en platina status verkregen. Het hoogste resultaat dat werd gehaald in de LP Top 75 was de vijfde positie.
Ter promotie van dit album, werd er een special in de sneeuw opgenomen. Hierbij werden 8 van de 11 nummers op deze lp van een videoclip voorzien.
Het album is later enkele keren heruitgebracht: als onderdeel van de dubbel-cd "2 For 1" (samen met een ander kerstalbum van de groep, Bells of Christmas uit 1989) in 1999, en onder de titel The Christmas Album in 2008. Voor die uitgave werden de nummers herschikt en stond er een nieuwe foto op de hoes van de meest recente bezetting van de groep (en dus niet de bezetting die het oorspronkelijke album in 1985 had opgenomen). 

## Tracklist
Kant AAA
1. Once upon a Christmas [Dolly Parton]
2. Winter wonderland [Dick Smith/Felix Bernard]
3. Ta kronia Ekina [A. Larios/C. Dourountzis]
4. This is Christmas night [Th. Tol/J. Tuijp/C. Tol]
5. White Christmas [Irving Berlin]
6. Adeste Fidelis [Trad./adapted by P. Natte/Th. Tol/C. Tol/J. Tuijp/J. Veerman/J. Keizer/C. Smit]
Kant BBB
7. Silent night/Stille Nacht [Gruber/Mohr/adapted by P. Natte/Th. Tol/C. Tol/J. Tuijp/J. Veerman/J. Keizer/C. Smit]
8. Xristoejena [Th. Tol]
9. The first Nowell [Trad./adapted by P. Natte/Th. Tol/C. Tol/J. Tuijp/J. Veerman/J. Keizer/C. Smit]
10. Gold and myrrh [Th. Tol/J. Tuijp/C. Tol]
11. La Délivrance [Th. Tol/J. Keizer]